# بحيرات الحمم
بحيرات لافا هي مجموعة من البحيرات الصغيرة على رأس حمم الشوكة في نطاق ألسكا الحدودي في شمال غرب كولومبيا البريطانية، كندا.
ويعد البركان -ذو مخروط رمادي يمتد لحوالي 5 كيلومتر (3.1 ميل) شمال حدود بين كولومبيا البريطانية وألاسكا فوق الشاطئ الشرقي لبحيرات لافا- مصدر تدفقات الحمم البركانية الغامرة للبحيرات. وتعبر الحمم الحدود مُشكلةً البحيرات؛ وبالتالي سميت البحريات بهذا الاسم.